# Frangula grisea
Frangula grisea là một loài thực vật có hoa trong họ Táo. Loài này được (Merr.) Grubov mô tả khoa học đầu tiên năm 1949.